# La boucle est bouclée
La boucle est bouclée (Batman: Full Circle) est un comics américain de Batman scénarisé par Mike W. Barr et dessiné par Alan Davis et Mark Farmer. Il a été publié aux États-Unis sous forme de one shot et en France, pour la première fois, chez Semic.
L'histoire est la suite de Year Two : L'Héritage du faucheur arc narratif publié dans Detective Comics no 575,576,577 et 578.
Year Two : L'Héritage du faucheur n'est pas la suite directe de Batman : Année 1.

## Synopsis
Cela fait deux ans que Batman veille sur Gotham City. Il devra de nouveau affronter Le Faucheur, le premier justicier de la ville qui hante de nouveau les rues de la cité. Batman est de nouveau tiraillé entre le fait ou non d'utiliser des armes à feu dans son combat contre le crime.

## Personnages
- Batman/Bruce Wayne
- Robin/Dick Grayson
- Le Faucheur
- James Gordon
- Le Joker
- Le Pingouin
- Double-Face
- Alfred Pennyworth
- Leslie Thompkins

## Éditions
- DC Comics, 1991 : première publication en anglais
- Semic, 1999 : première publication en français dans la série Batman Hors-série
- Semic, 2003 : réédition avec Année deux dans la collection « Privilèg